# ماريوس كوراس
ماريوس كوراس (بالبولندية: Mariusz Kuras)‏ هو لاعب كرة قدم بولندي في مركز الوسط، ولد في 21 أغسطس 1965 في تشيستوخوفا في بولندا. لعب مع راكو شيستوشوفا.